# Décimo segundo problema de Hilbert
O Jugendtraum de Kronecker ou décimo segundo problema de Hilbert, dos 23 problemas matemáticos de Hilbert, é a extensão do teorema de Kronecker–Weber em extensões abelianas dos números racionais, para qualquer corpo numérico de base. Ou seja, ele procura por análogos das raízes da unidade, como números complexos que são valores específicos da função exponencial; o requisito é que tais números devem gerar toda uma família de futuros corpos numéricos que são análogos dos corpos ciclotômicos e seus subcorpos.
A teoria clássica da multiplicação complexa, agora frequentemente conhecido como o Jugendtraum de Kronecker, faz isso para o caso de qualquer corpo quadrático imaginário, usando funções modulares e funções elípticas escolhidas com um reticulado de período específico relacionado ao corpo em questão. Goro Shimura estendeu essa a corpos-CM (terminologia introduzida em 1961 por Shimura & Tayama). O caso geral ainda está aberto em 2014. Leopold Kronecker descreveu o problema da multiplicação complexa como seu liebster Jugendtraum ou "mais querido sonho de sua juventude".

## Descrição do problema
O problema fundamental da teoria dos números algébrica é descrever os corpos de números algébricos. O trabalho de Galois deixou claro que as extensões de corpo são controlados por determinados grupos, os grupos de Galois. A situação mais simples, que já está no limite do que podemos fazer, é quando o grupo em questão é abeliano. Todas as extensões quadráticas, obtidos por adjacente as raízes de um polinômio quadrático, são abeliano, e seu estudo foi iniciada por Gauss. Outro tipo de extensão abeliana do corpo Q dos números racionais é dada por adjacente as raízes enésima de unidade, resultando nos corpos ciclotômicos. Gauss já havia mostrado que, de fato, todos os corpos quadrática está contido em um corpo ciclotômico maior. O teorema de Kronecker-Weber mostra que qualquer extensão abeliano finito de Q está contida num corpo ciclotômico. De Kronecker (e de Hilbert) pergunta aborda a situação de uma forma mais geral dos números algébricos corpo K: quais são os números algébricos necessária a construção de todas as extensões abelianas de K? A resposta completa a esta pergunta foi totalmente trabalhado somente quando K é um corpo quadrático imaginário ou a sua generalização, um corpo de CM.
A descrição original de Hilbert do seu 12o problema é bastante enganadora: ele parece implicar que as extensões de campos abelianos quadrático imaginários são gerados por valores especiais de funções elípticas modulares, o que não é correto (é difícil dizer exatamente o que Hilbert estava dizendo, um problema é que ele pode ter usado o termo "função elíptica" para significar tanto a função elíptica ℘ como a  função elíptica modular  j.). Em primeiro lugar, é também necessário o uso de raízes da unidade, apesar de Hilbert pode ter implicitamente pretendido incluir estes. Mais a sério, enquanto os valores de funções elípticas modulares gerar o corpo de classes de Hilbert, para extensões abelhadas mais gerais é preciso também usar valores de funções elípticas. Por exemplo, a extensão abeliana {\displaystyle \mathbf {Q} (i,{\sqrt[{4}]{1+2i}})/\mathbf {Q} (i)}  não é gerada por módulos singulares e raizes da unidade.
Uma forma particularmente atraente para indicar o teorema de Kronecker-Weber é dizendo que a extensão abeliana maximal de Q pode ser obtido por valores especiais adjacentes exp(2πi / n) da função exponencial. Da mesma forma, a teoria de multiplicação complexa mostra que a extensão abeliana máxima de Q (τ), onde τ é uma irracionalidade quadrática imaginária, pode ser obtido por valores adjacente  especiais de ℘ (τ, z) e J (τ) de funções modulares J e funções elípticas ℘, e raízes da unidade, onde τ é no campo quadrática imaginário e o símbolo z representa um ponto de torsão sobre a curva elíptica correspondente. Uma interpretação do problema pede para fornecer um análogo adequado das funções exponenciais, elípticas, ou modulares, cujos valores especiais gerariam a extensão abeliana maximal Kab de um corpo de número geral K. Nesta forma, ele permanece sem solução. A descrição do corpo Kab foi obtido na teoria do corpo de classe, desenvolvido pelo próprio Hilbert, Emil Artin, e outros na primeira metade do século XX. No entanto, a construção de Kab na teoria de corpo de classe envolve a construção de primeira maior extensões não-abelianos usando a teoria Kummer, e, em seguida, corte para baixo para as extensões abelianas, por isso não resolve realmente o problema de Hilbert, que pede uma construção mais direta das extensões abelianas.  

## Desenvolvimento moderno
Desenvolvimentos desde 1960 tem certamente contribuído. Antes disso Hecke(1912) em sua dissertação usou fórmulas modulares de Hilbert para estudar extensões abelianas de corpos quadráticos reais. Multiplicações complexas de variedades abelianas foram áreas abertas pelo trabalho de Shimura e Taniyama. Isto dá origem a extensões abelianas de Corpos-CM em geral. A questão de quais extensões podem ser encontradas é um dos módulos de Tate de tais variedades, como representações de Galois. Uma vez que este é o caso mais acessível de - l Coomologia etal, essas representações foram estudadas em profundidade.
Robert Langlands argumentou em 1973 que a versão moderna do Jugendtraum deve lidar com funções zeta de Hasse - Weil de variedades de Shimura . Enquanto ele previa um programa grandioso que levaria o assunto muito mais longe, mais de trinta anos depois, sérias dúvidas permanecem sobre a sua importância para a pergunta que Hilbert pediu.
Um desenvolvimento separado foi a conjectura de Stark(Harold Stark), a qual em contraste tratou diretamente com a questão de encontrar partículas unitárias interessantes em corpos numéricos.Isso foi visto em um grande desenvolvimento conjectural para L-funções, e também é capaz de produzir resultados numéricos concretos.